# Monte Albán
Monte Albán (šp. za „Bijela planina” ili la Montana Sagrada, tj. „Sveta planina”; zapotečki: Danipaguache) je pretkolumbovski grad u Meksiku koji je bio prijestolnica zapotečke civilizacije od 500. pr. Kr.-800. godine. Smješten je na vrhu 400 metara visokog brijega s kojeg se pruža pogled na dolinu i 9 km udaljen grad Oaxaca. Osnovali su ga Olmeci oko 700. pr. Kr. ili najkasnije 500. pr. Kr. 
Monte Albán je, zajedno s povijesnim središtem Oaxace, upisan na UNESCO-ov popis mjesta svjetske baštine u Sjevernoj Americi 1987. godine kao „grad koji je doslovno isklesan u stijenama; te koji je preko 1.500 godina bio simbol svete topografije za više naroda koji su ga nastanjivali jedan za drugim: Olmeci, Zapoteci i Mixteci”.

## Povijest
Monte Albán je cvjetao više od jednog milenija, od 500. pr. Kr. sve do 700. god. Grad je bio na vrhuncu oko 500. godine kada je imao više od 30.000 stanovnika. Ovaj je grad bio jedan od prvih pretkolumbovskih naselja koji je imao osobine pravoga grada, a odlikovao se gustom naseljenošću i strogim urbanizmom. Najviše građevina gradi se u kasnom klasičnom periodu, odnosno u vrijeme dolaska Zapoteca koji ga naseljavaju oko 500. pr. Kr. i doživljava procvat sve do 900. godine. Zapotečki utjecaj se najviše osjeća na 140 kamenih ploča s natpisima sa spomenika Los Danzantes, koje su kasnije korištene na drugim građevinama. 
Poslije 900. god. grad je počeo propadati iz još nepoznatih razloga. U dolini Oaxaca se oko 800. javlja novo pleme, Mixteci, što dovodi do konflikata sa Zapotecima. Ovo bi mogao biti uzrok što Zapoteci napuštaju grad, a Mixteci počinju koristiti neke njihove grobnice za pokop svojih vladara. Zapoteci su ga postupno, između 800. i 900., te u potpunosti do 1200. god., napustili i otišli u Mitlu. Grad je bio gotovo u potpunosti napušten u vrijeme dolaska Španjolaca u 16. stoljeću.

## Nalazište
Nalaziste se prostire na 22 hektara, na 1.940 m nadmorske visine, te uključuje središnji trg, dva glavna trga na sjeveru i jugu, piramide, palače, hramove, podzemne prolaze, grobnice, opservatorij i igralište za igru s loptom. 
Najdojmljiviji dio ovog ceremonijalnog kompleksa je 300 m duga ulica-trg koja se pruđa od sjevera prema jugu s platformama na oba kraja, a koja je izgrađena tijekom II. razdoblja (300. pr. Kr.-100.) i nadograđivana poslije. U to vrijeme je razvijen sustav brana i kanala, vještačkih humaka i piramida.
Te su građevine okružene stotinama terasa na donjim padinama. Jedna rana građevina, tzv. „Hram plesača”, sadrži bareljefe koji su poznati pod nazivom „plesači”. Iako se tako nazivaju ovi reljefi ne prikazuju plesače već ratne zarobljenike koji su žrtvovani, te umiru u strašnim mukama. 
Bogate grobnice su obojane freskama, a spadaju među najelegantnije i najelitnije u zapadnoj polutki, što ukazuje na moć i bogatstvo kulture Zapoteka. Mixtečke vladarske grobnice, građene do 14. stoljeća, su najdojmljivije. Grobnica br. 7., koja je istražena 1932. godine, je postala slavna kada je u njoj pronađeno više od 500 predmeta koji su tada prozvani „Blagom Monte Albana”, a koji su sada u Državnom muzeju u Oaxaci.
- Monte Alban iz zraka
- Južna platforma s Oaxacom u pozadini
- Veliko igralište
- Rekonstruirana grobnica br. 7.
- Lubanja iz „Blaga Monte Albana”

## Poveznice
- Pretkolumbovska umjetnost
- Xochicalco
- Tikal

## Vanjske poveznice
- Monte Alban na stranicama Državnog sveučilišta Minnesote  Arhivirana inačica izvorne stranice od 19. veljače 2006. (Wayback Machine) (engl.)
- Mexican and Central American Archaeological Projects  Arhivirana inačica izvorne stranice od 27. kolovoza 2006. (Wayback Machine) (engl.)
- Fotografije Monte Albana  Arhivirana inačica izvorne stranice od 9. veljače 2012. (Wayback Machine)